# Marleyia brunnescens
Marleyia brunnescens är en insektsart som beskrevs av William Lucas Distant 1909. Marleyia brunnescens ingår i släktet Marleyia och familjen Ricaniidae. Inga underarter finns listade i Catalogue of Life.